# Батьковбивство
Батьковбивство або патріцид — навмисне вбивство власних батька та матері, дружини (чоловіка або дружини), дітей та/або близького родича. Однак цей термін іноді використовується в більш загальному вигляді для позначення навмисного вбивства близького родича. Це загальний термін, який можна використовувати для позначення матрицида та отцевбивства.
Матрицид належить до навмисного вбивства власної матері. Отцевбивство належить до навмисного вбивства власного батька. Термін батьковбивство також використовується для позначення багатьох сімейних вбивств (тобто знищення сім'ї, коли разом з іншими членами сім'ї вбивають принаймні одного з батьків).
Суспільство вважає вбивство батька серйозним злочином, і винні у вбивстві підлягають кримінальному переслідуванню відповідно до законів про вбивства, які встановлені в місцях (тобто в країнах, штатах тощо), де відбуваються вбивства. Згідно із законом, у більшості країн дорослим, засудженим за вбивство родича, загрожує тривалий термін ув'язнення, довічне ув'язнення або навіть смертна кара. Неповнолітні, які не досягли повноліття (наприклад, 18-річні в США), можуть переслідуватися за менш суворими законами, розробленими з урахуванням їхніх особливих потреб і розвитку, але ці закони, як правило, не застосовуються, і в результаті більшість неповнолітніх, які вчинили вбивство, переводяться в систему судочинства для дорослих.
Батьковбивці зазвичай поділяються на дві категорії: 1) юні батьківовбивці (тобто віком 8–24 роки) і 2) дорослі батьківовбивці (тобто 25 років і старше), оскільки мотивація та ситуації, пов'язані з батьковбивствами, змінюються в міру дорослішання дитини.

## Поширеність
За даними Інституту запобігання батькогубствам, з 2010 року щороку приблизно 2–3 % усіх вбивств у США були батькобивствами. Понад 300 випадків батьковбивств, які відбуваються лише в США щороку, означають, що щотижня відбувається в середньому 6 чи більше випадків батьковбивств. Ця оцінка не включає вбивства дитиною бабусі та дідуся чи вітчима — лише вбивства їхніх рідних або законних усиновлювачів.

## Юнацькі мотиви
Батьковбивство в юнацькому віці мотивується різними факторами. Сучасне дослідження, проведене Інститутом запобігання батькогубствам, вказує на п'ять головних мотивів, які спонукають дитину (віком 8–24 років) до вчинення батьковбивства:
- питання контролю — 38 % (наприклад, обмежити, забрати телефон тощо);
- видача грошей — 10 % (доступ до страхування життя, хоче грошей на вечірку і т. д.);
- припинити жорстоке поводження з собою або сім'єю — 8 %;
- напад гніву — 8 %;
- хоче іншого життя — 7 % (наприклад, хоче жити з батьком, який не є опікуном тощо).

### Жорстоке поводження з дитиною
Поширеною є помилкова думка, що неповнолітні батьковбивці вбили своїх батьків, щоб уникнути жорстокого поводження з дітьми. Насправді це не так. Фактично, ця ідея була оскаржена, починаючи з 1999 року, коли Гіллбранд та ін. припустив, що жорстоке поводження з дітьми є лише однією змінною серед безлічі змінних, які призводять до вбивства батьків у підлітковому віці, а не основною причиною вбивств батьків у молодому віці. У дослідженні, опублікованому Weisman et al. (2002), вони відзначили значну відсутність жорстокого поводження з дітьми та рішуче заявили, що їхнє дослідження не підтвердило статистичних висновків про те, що попереднє жорстоке поводження з дітьми спричинило більшість цих злочинів. У 2006 році Marleau et al. зазначили, що в їхньому дослідженні лише 25 % усіх учасників дослідження піддавалися будь-якому виду насильства в сім'ї; спростовуючи узагальнення про те, що жорстоке поводження з дітьми є основним мотивом для вчинення батьковбивства неповнолітніми правопорушниками. Вони закликали провести додаткові дослідження ймовірного зв'язку між жорстоким поводженням з дітьми та батьківовбивствами. Бурже та ін. (2007) відзначили багато недоліків у наявній літературі та запропонували альтернативні причини батьковбивства, замість того, щоб прийняти загальне уявлення про те, що жорстоке поводження з дітьми було основною причиною батьковбивств молодими правопорушниками. У своєму коментарі щодо методологічних проблем, які турбують дослідження батьківовбивств, Гіллбранд і Сіпріано (2007) відзначили проблеми, пов'язані з дослідженнями батьківовбивств; визнаючи, що більшість досліджень використовували дуже малі розміри вибірки, які не слід було узагальнювати. На цей заклик до додаткових досліджень відповіло дослідження 2019 року, коли дослідження Thompson and Thompson статистично спростувало загальну теорію про те, що більшість підліткових батьковбивств були результатом жорстокого поводження з дитиною з боку батьків, які були вбиті. Їхнє дослідження (N = 754) показало, що лише 15 % неповнолітніх батьковбивць заявили про жорстоке поводження з боку батьків/-ів, яких вони вбили. Цілих 66 % не зазнавали насильства, не заявляли про насильство та не були винними в насильстві. З решти населення 13 % правопорушників заявили про жорстоке поводження, яке не було підтверджено (деякі з цих дітей збрехали про жорстоке поводження, і неможливо було довести, що жорстоке поводження мало місце в інших випадках). Крім того, було встановлено, що 6 % неповнолітніх батьківовбивць фактично жорстоко поводилися зі своїми батьками до вбивства. Попри те, що жорстоке поводження з дітьми є чинником деяких вбивств батьків у молодому віці, воно не є основним мотиватором цих вбивств. Як зазначалося вище, питання контролю є найбільш типовим мотивом вбивства.

## Примітні випадки сучасності
- Кримінальний кодекс Японії одного разу визначив, що вбивство батьків передбачає смертну кару або довічне ув'язнення. Однак закон було скасовано через судовий процес у справі про батьковбивство в Тотіґі, коли 1968 року жінка вбила свого батька після того, як він згвалтував її і вона народила від нього дітей.
- 1966 року, перш ніж піднятися на дзвіницю в Техаському університету в Остіні і вбити людей, Чарльз Вітмен убив свою матір і дружину. Під час розтину у нього була виявлена пухлина на мигдалині.
- 1989 року, щоб убити своїх батьків, брати Лайл і Ерік Менендес працювали разом.
- 1992 року Дана Юелл найняв двох своїх друзів, щоб вони вбили його батька, матір і сестру. Усі троє були засуджені за вбивство.
- 1998 року Кіп Кінкель убив своїх батьків перед тим, як вчинити стрілянину в середній школі Терстон.
- 2002 року Сюзана фон Ріхтгофен убила свого батька та матір за допомогою свого хлопця та його брата в Сан-Паулу.
- 2003 року за допомогою свого хлопця Ніколь Касінскас вбила свою матір[10].
- Сара Марі Джонсон була єдиною жінкою, яка 2003 року вбила обох своїх батьків без допомоги спільника.
- У 2003 році Томас Бартлетт Вітакер убив свою матір і брата (і намагався вбити свого батька, але не зміг).
- 16 липня 2011 року Тайлер Гедлі вбив обох своїх батьків.
- 2012 року Адам Ланза вбив свою матір перед тим, як вчинити стрілянину в початковій школі Сенді Хук.
- 2012 року Деллен Міллард убив свого батька й успадкував мільйони. Він і його друг Марк Сміч працювали разом як серійні вбивці як до, так і після вбивства; вбивство Лори Бебкок і Тіма Босми.
- 2013 року Генрі Чау Хой Люн убив і розчленував своїх батьків.
- 2015 року Роберт і Майкл Бевери вбили своїх батьків і трьох братів і сестер.
- 2016 року у суботу після Дня подяки Джоел Майкл Гай-молодший убив і розчленував обох своїх батьків.
- 1 липня 2021 року Чендлер Галдерсон убив і розчленував обох своїх батьків.
- 9 березня 2023 року 19-річний японець у Тосу, префектура Сага, вбив своїх батьків, вдаривши їх ножем у шию.[11]
- Давид Козак убив свого батька перед стріляниною у Празі 2023 року.

## Визначні історичні випадки
- Тулія Молодша разом зі своїм чоловіком організувала вбивство та повалення Сервія Тулія, свого батька, забезпечивши трон своєму чоловікові.
- За історичними даними, Луцій Хостій був першим отцівбивцею в республіканському Римі десь після Другої Пунічної війни.
- 1751 року в Англії Мері Бленді (1720—1752) отруїла миш'яком свого батька Френсіса Бленді.
- Ліззі Борден (1860—1927) — американка, звинувачена та виправдана у вбивстві свого батька й мачухи.

## Правове визначення в римський час
У збірці попередніх юридичних висловлювань шостого століття нашої ери, Дигестах, точний перелік можливих зв'язків жертв із батьковбивцею наведено юристом III століття нашої ери Модестіном:
Законом Помпея про батьковбивство встановлено, що якщо хтось вб'є свого батька, матір, діда, бабу, брата, сестру, двоюрідного брата з боку батька, двоюрідного брата з боку матері, дядька з боку батька або матері, тітку з боку батька (або матері), двоюрідного брата (чоловічої або жіночої статі), двоюрідний брат (чоловічої або жіночої статі) з боку сестри, дружини, чоловіка, свекра, зятя, тещі, (невістки), вітчима, пасинка, падчерки, покровителя чи покровительки, або зі злим умислом спричинить це, підлягає такому ж покаранню, яке передбачене lex Cornelia для вбивць. Мати, яка вбиває свого сина чи доньку, підлягає покаранню за тим же законом, що й дід, який вбиває онука; крім того, людина, яка купує отруту, щоб дати її своєму батькові, навіть якщо вона не може її застосувати.

## Галерея

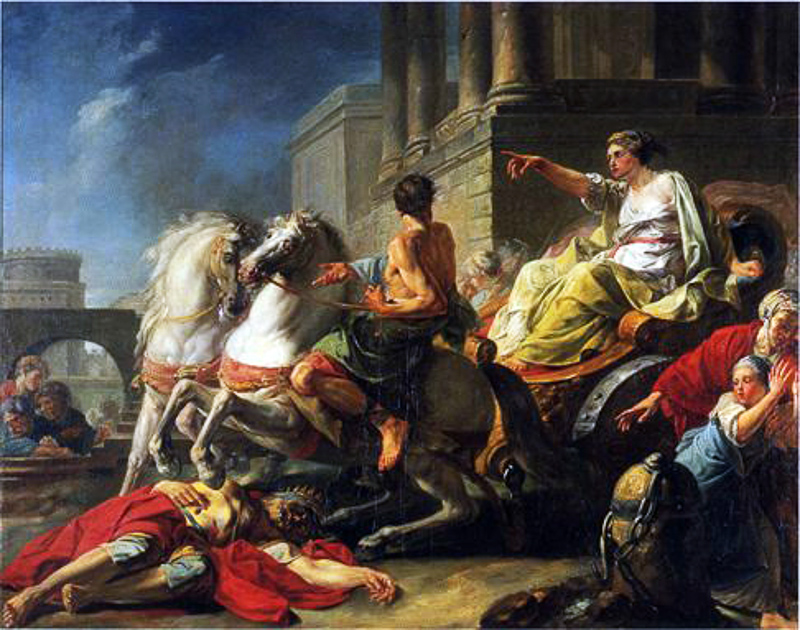
Туллія проїжджає через труп свого батька
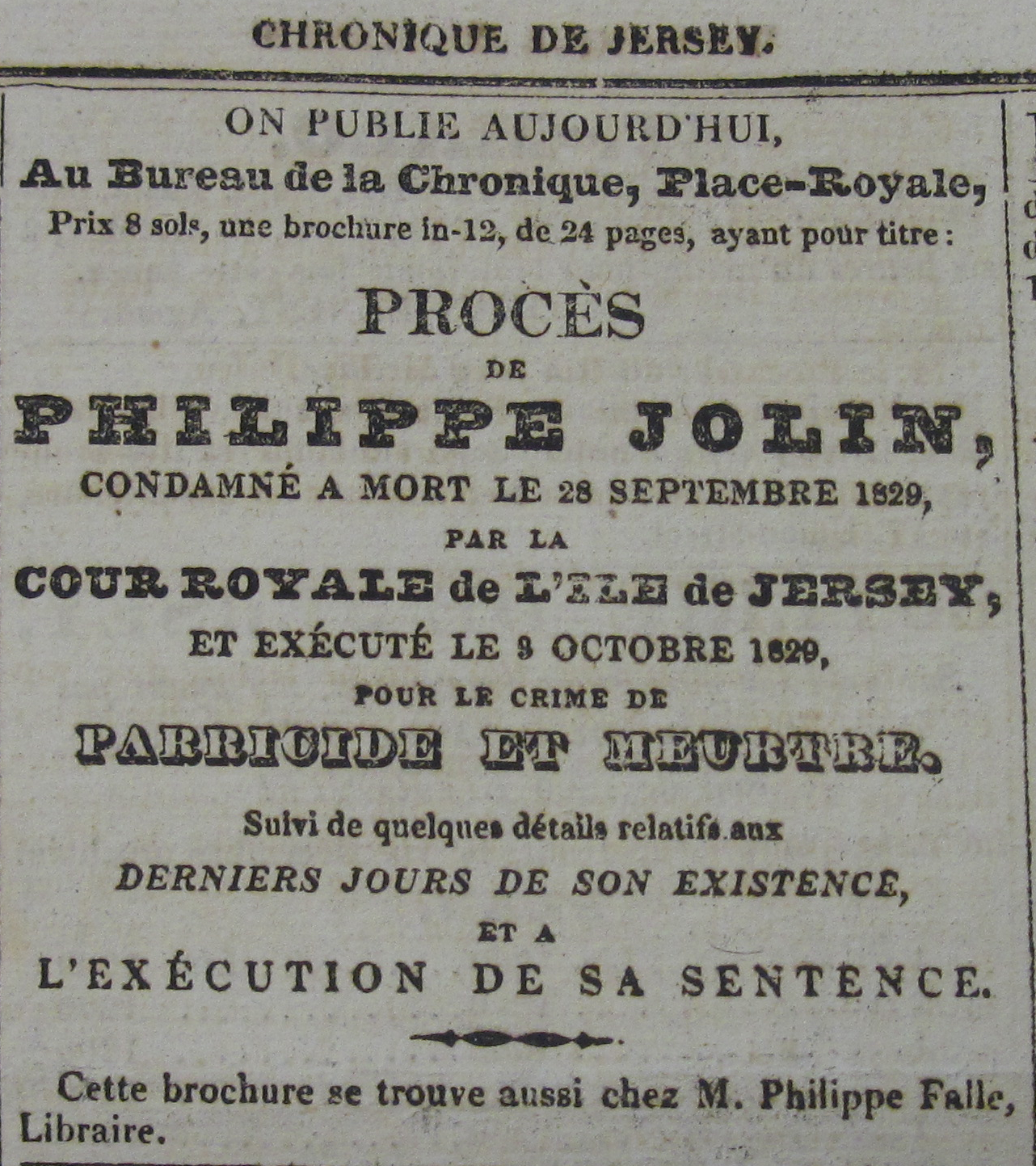
Батьковбивство,смертна кара вДжерсі